# Surya Devi
Surya Devi, död 715, var en indisk prinsessa av Sindh. 
Hon var äldsta dotter till Raja Dahir, maharadjan av Sind. 710 invaderades Indien av Umayyadernas kalifat under Muhammad ibn al-Qasim. Hennes far besegrades i Slaget vid Aror av Muhammad ibn al-Qasim, som lät hugga av honom huvudet. Hans ena änka Rani Bai samlade hans återstående armé och gjorde motstånd vid fortet Rawar: när även hon besegrades, begick hon självmord genom jauhar. När staden Brahmanabad föll tillfångatog Muhammad ibn al-Qasim den döda kungens andra änka, Rani Ladi, och hans två döttrar Surya Devi och Parimal Devi. 
Kungariket upplöstes och blev en islamisk provins under kalifen med al-Qasim som guvernör. Landet plundrades, människor sändes som slavar till kalifatet, och de återstående (hinduiska) innevånarna fick konvertera till islam eller beskattades för sin religion. Muhammad ibn al-Qasim änkedrottning Rani Ladi som sin personliga slavkonkubin genom nikah, medan hennes två döttrar, i egenskap av unga ogifta oskulder, sändes som sexslavar i krigsbytet till kalifen Sulayman ibn Abd al-Malik i Damaskus.
Surya Devi och Parimal Devi befann sig i kalifens harem i Damaskus en tid innan kalifen gav order om att Surya Devi skulle föras till hans sovrum för samlag. När han kom in i rummet, ska Surya Devi ha meddelat honom, att hon inte längre var oskuld, eftersom Muhammad ibn al-Qasim hade våldtagit henne (och hennes syster) och därmed vanärat även kalifen. Kalifen gav order om att Muhammad ibn al-Qasim skulle viras in i ett råskinn och sändas till Damaskus inuti en kista. al-Qasim sändes på detta sätt hela vägen från Indien till Damaskus i kistan, och avled följaktligen under resans gång. 
När liket anlände till Damaskus, öppnade kalifen kistan och visade Surya Devi liket, för att visa henne vad som skedde med dem som vanärade kalifen och vägrade följa hans order. Surya Devi svarade honom då att hon aldrig hade blivit våldtagen av Muhammad ibn al-Qasim, men att hon inte ville att hon och hennes syster skulle bli vanärade som slavar i kalifens harem, och att hon genom att ljuga hade fått hämnd på sin fars mördare. Kalifen gav då genast order om att Surya Devi och Parimal Devi skulle bli avrättade genom att bindas vid svansen av en häst och fick släpas till döds genom gatorna. 